# Чемпионат Европы по плаванию на короткой воде 2021
25-й чемпионат Европы по плаванию на короткой воде прошёл со 2 по 7 ноября 2021 года в российском городе Казань. Чемпионат проводился под эгидой Европейской лиги плавания (LEN), всего было разыграно 42 комплекта наград.
Россия впервые принимала чемпионат Европы по плаванию на короткой воде.

## Статистика
В состязаниях приняли участие 41 европейская федерация; 391 участник, из них 202 мужчины и 189 женщин.
Распределение участников по странам:
- Албания (6)
- Андорра (3)
- Армения (7)
- Австрия (12)
- Бельгия (4)
- Беларусь (6)
- Босния и Герцеговина (4)
- Болгария (1)
- Хорватия (2)
- Дания (7)
- Эстония (5)
- Финляндия (10)
- Франция (11)
- Грузия (4)
- Германия (16)
- Греция (6)
- Ирландия (3)
- Исландия (3)
- Израиль (11)
- Италия (40)
- Латвия (5)
- Лихтенштейн (1)
- Литва (4)
- Люксембург (3)
- Мальта (3)
- Черногория (4)
- Норвегия (11)
- Нидерланды (20)
- Польша (16)
- Португалия (3)
- Чехия (11)
- Румыния (4)
- Россия (63)
- Сербия (3)
- Словакия (10)
- Словения (7)
- Испания (11)
- Швеция (15)
- Швейцария (4)
- Турция (19)
- Венгрия (13)

## Таблица медалей
*   Принимающая страна (Россия)
| Место           | Страна          | Золото | Серебро | Бронза | Всего |
| --------------- | --------------- | ------ | ------- | ------ | ----- |
| 1               | Россия*         | 11     | 5       | 8      | 24    |
| 2               | Нидерланды      | 8      | 5       | 5      | 18    |
| 3               | Италия          | 7      | 18      | 10     | 35    |
| 4               | Швеция          | 4      | 1       | 1      | 6     |
| 5               | Венгрия         | 3      | 1       | 1      | 5     |
| 6               | Польша          | 2      | 2       | 4      | 8     |
| 7               | Беларусь        | 2      | 2       | 0      | 4     |
| 8               | Греция          | 1      | 2       | 2      | 5     |
| 9               | Германия        | 1      | 1       | 4      | 6     |
| 10              | Румыния         | 1      | 1       | 1      | 3     |
| 10              | Турция          | 1      | 1       | 1      | 3     |
| 12              | Израиль         | 1      | 0       | 0      | 1     |
| 13              | Франция         | 0      | 1       | 1      | 2     |
| 14              | Дания           | 0      | 1       | 0      | 1     |
| 14              | Сербия          | 0      | 1       | 0      | 1     |
| 14              | Чехия           | 0      | 1       | 0      | 1     |
| 14              | Швейцария       | 0      | 1       | 0      | 1     |
| 14              | Эстония         | 0      | 1       | 0      | 1     |
| 19              | Австрия         | 0      | 0       | 2      | 2     |
| 20              | Словения        | 0      | 0       | 1      | 1     |
| Всего стран: 20 | Всего стран: 20 | 42     | 45      | 41     | 128   |

## Медалисты

### Мужчины
| Дисциплины            | Золото | Золото     | Серебро | Серебро  | Бронза | Бронза   |
| --------------------- | --- | ---------- | --- | -------- | --- | -------- |
| 50 м в/с              | Себастьян Сабо · Венгрия | 20.72      | Лоренцо Дзадзери · Италия | 20.84    | Павел Юрашек · Польша Владимир Морозов · Россия                                                                   | 20.95    |
| 100 м в/с             | Климент Колесников · Россия | 45.58      | Алессандро Миресси · Италия | 45.84    | Владислав Гринёв · Россия                                                                                         | 46.06    |
| 200 м в/с             | Давид Попович · Румыния | 1:42.12    | Люк Крон · Нидерланды | 1:42.20  | Стан Пейненбург · Нидерланды                                                                                      | 1:42.51  |
| 400 м в/с             | Люк Крон · Нидерланды | 3:38.33    | Маттео Чампи · Италия | 3:38.58  | Марко Де Туллио · Италия                                                                                          | 3:38.80  |
| 800 м в/с             | Грегорио Пальтриньери · Италия | 7:27.94    | Флориан Велльброк · Германия | 7:27.99  | Свен Шварц · Германия                                                                                             | 7:33.85  |
| 1500 м в/с            | Флориан Велльброк · Германия | 14:09.88   | Грегорио Пальтриньери · Италия | 14:13.07 | Свен Шварц · Германия                                                                                             | 14:26.24 |
| 50 м спина            | Климент Колесников · Россия | 22.47      | Микеле Ламберти · Италия | 22.65    | Роберт Глинцэ · Румыния                                                                                           | 22.74    |
| 100 м спина           | Климент Колесников · Россия | 49.13      | Роберт Глинцэ · Румыния | 49.31    | Апостолос Христу · Греция                                                                                         | 49.87    |
| 200 м спина           | Радослав Кавенцкий · Польша | 1:48.46    | Лоренцо Мора · Италия | 1:49.73  | Микеле Ламберти · Италия                                                                                          | 1:50.26  |
| 50 м брасс            | Илья Шиманович · Беларусь | 25.25      | Эмре Сакчи · Турция | 25.39    | Николо Мартиненги · Италия                                                                                        | 25.54    |
| 100 м брасс           | Николо Мартиненьи · Италия | 55.63      | Илья Шиманович · Беларусь | 55.77    | Арно Камминга · Нидерланды                                                                                        | 55.79    |
| 200 м брасс           | Илья Шиманович · Беларусь | 2:01.73    | Арно Камминга · Нидерланды | 2:01.74  | Михаил Доринов · Россия                                                                                           | 2:02.07  |
| 50 м баттерфляй       | Себастьян Сабо · Венгрия | 21.75      | Маттео Риволта · Италия | 22.14    | Томас Чеккон · Италия                                                                                             | 22.24    |
| 100 м баттерфляй      | Себастьян Сабо · Венгрия | 49.68      | Микеле Ламберти · Италия | 49.79    | Якуб Маерский · Польша                                                                                            | 49.86    |
| 200 м баттерфляй      | Альберто Раццетти · Италия | 1:50.24    | Криштоф Милак · Венгрия | 1:51.11  | Егор Павлов · Россия                                                                                              | 1:51.81  |
| 100 м комплекс        | Марко Орси · Италия | 50.95      | Андреас Вазайос · Греция | 51.72    | Бернгард Райтсхаммер · Австрия                                                                                    | 51.91    |
| 200 м комплекс        | Андреас Вазайос · Греция | 1.51.70    | Томас Чеккон · Италия | 1.52.49  | Альберто Раццетти · Италия                                                                                        | 1.52.75  |
| 400 м комплекс        | Илья Бородин · Россия | 3:58.83    | Альберто Раццетти · Италия | 4:00.34  | Хуберт Кош · Венгрия                                                                                              | 4:03.16  |
| эстафета 4×50 м в/с   | Нидерланды · Йессе Пютс (21.10) · Стан Пейнебург (20.74) · Кензо Симонс (20.59) · Том Де Бур (20.46)                                                                               | 1:22.89    | Италия · Алессандро Миресси (21.20) · Томас Чеккон (20.82) · Лоренцо Дзадзери (20.24) · Марко Орси (20.66)                                                                            | 1:22.92  | Россия · Владимир Морозов (21.22) · Владислав Гринёв (20.69) · Евгений Рылов (20.99) · Климент Колесников (20.45) | 1:23.35  |
| комб. эстафета 4×50 м | Италия · Алессандро Миресси (22.62) · Николо Мартиненги (25,14) · Марко Орси (22.17) · Лоренцо Дзадзери (20.21) · Лоренцо Мора · Федерико Поджио · Томас Чеккон · Леонардо Деплано | 1:30.14 WR | Россия · Климент Колесников (22.58) · Олег Костин (25.51) · Владимир Морозов (22.18) · Владислав Гринёв (20.52) · Павел Самусенко · Данил Семьянинов · Даниил Марков · Сергей Фесиков | 1:30.79  | Нидерланды · Стан Пейнебург (23.80) · Арно Камминга (25.48) · Йессе Пютс (22.56) · Том Де Бур (20.32)             | 1:32.16  |

### Женщины
| Дисциплина           | Золото | Золото   | Серебро                                                                                              | Серебро  | Бронза | Бронза   |
| -------------------- | --- | -------- | --- | -------- | --- | -------- |
| 50 м в/с             | Сара Шёстрем · Швеция                                                                                            | 23.12    | Катажина Васик · Польша                                                                              | 23.49    | Мария Каменева · Россия                                                                                          | 23.72    |
| 100 м в/с            | Сара Шёстрем · Швеция                                                                                            | 51.26    | Катажина Васик · Польша                                                                              | 51.58    | Маррит Стенберген · Нидерланды                                                                                   | 51.92    |
| 200 м в/с            | Маррит Стенберген · Нидерланды                                                                                   | 1:52.75  | Барбора Симанова · Чехия                                                                             | 1:53.58  | Катя Фаин · Словения                                                                                             | 1:53.88  |
| 400 м в/с            | Анастасия Кирпичникова · Россия                                                                                  | 3:59.18  | Анна Егорова · Россия                                                                                | 4:00.52  | Изабель Мари Гозе · Германия                                                                                     | 4:01.37  |
| 800 м в/с            | Анастасия Кирпичникова · Россия                                                                                  | 8:04.65  | Симона Квардарелла · Италия                                                                          | 8:10.54  | Изабель Мари Гозе · Германия                                                                                     | 8:10.60  |
| 1500 м в/с           | Анастасия Кирпичникова · Россия                                                                                  | 15:18.30 | Симона Квардарелла · Италия                                                                          | 15:34.16 | Мартина Караминьоли · Италия                                                                                     | 15:37.33 |
| 50 м спина           | Кира Туссан · Нидерланды                                                                                         | 25.79    | Аналия Пигрэ · Франция                                                                               | 26.08    | Майке де Ваард · Нидерланды                                                                                      | 26.11    |
| 100 м спина          | Кира Туссан · Нидерланды                                                                                         | 55.76    | Майке де Ваард · Нидерланды                                                                          | 55.86    | Аналия Пигрэ · Франция                                                                                           | 56.40    |
| 200 м спина          | Кира Туссан · Нидерланды                                                                                         | 2:01.26  | Маргерита Пандзьера · Италия                                                                         | 2:02.05  | Лена Грабовски · Австрия                                                                                         | 2:04.74  |
| 50 м брасс           | Арианна Кастильони · Италия                                                                                      | 29.66    | Бенедетта Пилато · Италия                                                                            | 29.75    | Ника Годун · Россия                                                                                              | 29.80    |
| 100 м брасс          | Мартина Карраро · Италия                                                                                         | 1:04.01  | Евгения Чикунова · Россия Энели Ефимова · Эстония                                                    | 1:04.25  | Не присуждалась                                                                                                  |          |
| 200 м брасс          | Евгения Чикунова · Россия                                                                                        | 2:16.88  | Мария Темникова · Россия                                                                             | 2:18.45  | Франческа Фанджо · Италия                                                                                        | 2:19.69  |
| 50 м баттерфляй      | Сара Шёстрем · Швеция                                                                                            | 24.50    | Майке де Ваард · Нидерланды                                                                          | 24.97    | Сильвия Ди Пиетро · Италия Анна Дундунаки · Греция                                                               | 25.09    |
| 100 м баттерфляй     | Сара Шёстрем · Швеция                                                                                            | 55.84    | Анастасия Шкурдай · Беларусь Анна Дундунаки · Греция                                                 | 56.35    | Не присуждалась                                                                                                  |          |
| 100 м баттерфляй     | Светлана Чимрова · Россия                                                                                        | 2:04.97  | Хелена Бах Росендаль · Дания                                                                         | 2:05.02  | Илария Бьянки · Италия                                                                                           | 2:05.43  |
| 100 м комплекс       | Алицья Тхош · Польша                                                                                             | 57.82    | Мария Каменева · Россия                                                                              | 57.83    | Сара Шёстрем · Швеция                                                                                            | 58.05    |
| 200 м комплекс       | Анастасия Горбенко · Израиль                                                                                     | 2:05.17  | Мария Уголькова · Швейцария                                                                          | 2:06.41  | Виктория Зейнеп Гюнеш · Турция                                                                                   | 2:07.67  |
| 400 м комплекс       | Виктория Зейнеп Гюнеш · Турция                                                                                   | 4:30.45  | Аня Цревар · Сербия Сара Франчески · Италия                                                          | 4:30.47  | Не присуждалась                                                                                                  |          |
| эстафета 4×50 м в/с  | Россия · Розалия Насретлинова (24.18) · Арина Суркова (23.41) · Мария Каменева (23.70) · Дарья Клепикова (23.63) | 1:34.92  | Нидерланды · Ким Буш (24.18) · Майке де Ваард (23.71) · Кира Туссан (23.92) · Валери ван Рон (23.66) | 1:35.47  | Польша · Катажина Васик (23.40) · Корнелия Федкевич (24.20) · Доминика Чтандера (24.87) · Алицья Тхош (23.47)    | 1:35.94  |
| комб.эстафета 4×50 м | Россия · Мария Каменева (26.42) · Ника Годун (29.47) · Арина Суркова (24.49) · Дарья Клепикова (23.81)           | 1:44.19  | Швеция · Ханна Росвалл (26.57) · Эмили Фаст (29.96) · Сара Юневик (24.85) · Сара Шёстрем (22.94)     | 1:44.32  | Италия · Сильвия Скалия (26.59) · Арианна Кастильони (29.96) · Елена Ди Лидо (24.97) · Сильвия Ди Пьетро (23.54) | 1:44.46  |

### Смешанные дисциплины
| Дисциплины           | Золото | Золото     | Серебро | Серебро | Бронза | Бронза  |
| -------------------- | --- | ---------- | --- | ------- | --- | ------- |
| эстафета 4×50 м в/с  | Нидерланды · Йессе Пютс (21.06) · Том Де Бур (20.55) · Майке де Ваард (23.46) · Ким Буш (23.86) · Кензо Симонс · Стан Пийненбург · Тамара ван Влит · Валери ван Рон | 1:28.93    | Италия · Алессандро Миресси (21.33) · Лоренцо Дзадзери (20.59) · Сильвия Ди Пьетро (23.49) · Констанца Коккончелли (24.00) · Леонардо Деплано · Филиппо Мельи · Кьяра Тарантино                   | 1:29.40 | Польша · Павел Юрашек (21.33) · Якуб Майерски (21.03) · Алицья Тхош (24.01) · Катажина Васик (23.09)                                                                                        | 1:29.46 |
| комб.эстафета 4×50 м | Нидерланды · Кира Туссан (25.99) · Арно Камминга (25.54) · Майке де Ваард (24.50) · Том Де Бур (20.15) · Ким Буш · Йессе Пютс                                       | 1:36.18 WR | Италия · Микеле Ламберти (22.72) · Николо Мартиненги (25.13) · Елена Ди Лидо (25.09) · Сильвия Ди Пьетро (23.45) · Маттео Ривольта · Алессандро Пинцути · Констанца Коккончелли · Кьяра Тарантино | 1:36.39 | Россия · Климент Колесников (22.47) · Олег Костин (25.58) · Арина Суркова (24.88) · Мария Каменева (23.49) · Павел Самусенко · Кирилл Стрельников · Светлана Чимрова · Розалия Насретдинова | 1:36.42 |